# Полудниця (річка)
Полудниця — річка в Україні, у Поліському районі Київської області. Права притока Вересні (басейн Прип'яті).

## Опис
Довжина річки приблизно 6,8 км.
Притоки: Грузька (права).

## Розташування
Бере початок на південному сході від Залишанів. Тече переважно на північний захід і біля села Вересні впадає у річку Вересню, праву притоку Ужа.